# 폴 테일러 (철학자)
폴 테일러(Paul Warren Taylor)는 미국의 윤리학자로, 환경 윤리학 분야에서의 연구로 잘 알려져 있다.  심층 생태학과 연계된 생명중심 평등주의를 주장하였다.

그는 모든 생명체는 '목적론적 삶의 중심'으로서 각자 행복을 추구한다고 강조한다. 즉, 생명공동체 속의 모든 개별 생명체가 고유의 선이 있다는 개체론적 환경윤리의 입장을 펼친다. 이에 따라 테일러는 자연존중의 네 가지 조건부의무를 제시한다.
1. 불침해 의무: (개별 생명체에 악행금지),
2. 불간섭 의무:(개별 생명의 자유 간섭 금지),
3. 성실의 의무:(속임수 금지-낚시, 사냥금지) ,
4. 보상적 정의:( 생명체에 끼친 피해에 보상)
테일러는 불침해 의무와 불간섭 의무에 따라 모든 생명체의 삶의 터전인 생태계를 개조, 조작해서는 안된다고 역설했다.
그러나, 불가피하게 동식물을 해쳐야 할 때에는 우선성의 원칙을 고려해야 한다. 이는 다음과 같다.
1. 자기방어의 원리: 자신을 지키기 위한 유기체 파괴는 허용된다.
2. 비례의 원리: 인간의 부차적인 이해관계를 위해 동식물의 기본적 이해관계를 침해할 수 없다.
3. 최소악의 원리: 도로, 항만 등 건설 시 동식물의 피해를 최소화한다.
4. 분배적 정의의 원리 : 인간과 동식물 간 기본적 이해관계 충돌 시 인간을 우선시 할 수 있다.
5. 보상적 정의와 원리: 동식물에게 끼친 피해를 보상해야한다.

그의 대표적인 저서로는 《자연에 대한 존중》이 있다.

## 같이 보기
- 생명중심주의
- 개체론적 환경윤리